# Prodasycnemis
Prodasycnemis és un gènere d'arnes de la família Crambidae. Conté només una espècie, Prodasycnemis inornata, que es troba al Japó i Rússia.